# Thiếc(II) hydroxide
Thiếc(II) hydroxide là hợp chất hóa học có công thức hóa học được quy định là Sn(OH)2, ngoài ra, hợp chất này còn được gọi với cái tên Anh ngữ thông dụng khác là stannous hydroxide, là một hợp chất vô cơ của nguyên tố thiếc, trong đó thiếc mang hóa trị II. Hợp chất liên quan đến nó duy nhất cho đến nay được công bố là thiếc oxy hydroxide Sn6O4(OH)4. Cả hai hợp chất đều tồn tại dưới dạng thức một chất rắn không tan trong nước và có màu trắng.

## Điều chế và cấu trúc
Tinh thể của Sn6O4(OH)4 đặc trưng ở nhiễu xạ tia X. Nhóm này thu được từ dung dịch của các dung dịch base của thiếc(II). Hợp chất này bao gồm một cấu trúc bát diện, với các trung tâm là nguyên tử Sn, mỗi mặt được bao bọc bởi Oxide hoặc hydroxide. Cấu trúc này tương tự tiểu đơn vị Mo6S8 trong giai đoạn Chevrel. Cấu trúc tinh khiết Sn(OH)2 cho đến nay vẫn chưa được biết đến.
Sn(OH)2 đã được khẳng định được tạo thành từ phản ứng của (CH3)3SnOH với SnCl2 trong dung môi không proton, được miêu tả qua phương trình phản ứng dưới đây:
2 Me3SnOH + SnCl2 → Sn(OH)2 + 2 Me3SnCl
Đặc biệt, hợp chất này không có bất kì đặc tính tinh thể nào.

## Phản ứng
Thiếc(II) hydroxide dễ dàng bị oxy hóa thành thiếc dioxide (SnO2) trong không khí.